# Michael Jackson's Moonwalker
Michael Jackson's Moonwalker est le nom donné à trois jeux vidéo tiré du film homonyme Moonwalker avec Michael Jackson. La plupart des musiques de chacun de ces jeux sont tirées des albums Bad et Thriller. 
En dehors du rapport au film, ces jeux vidéo sont totalement différents selon les plates-formes sur lesquels ils sont sortis : borne d'arcade, consoles Sega, ordinateurs domestiques. En effet, le type de vue dans ces jeux dépend de la plate-forme ; en 3D isométrique sur arcade, en 2D latérale sur console, et en vue de dessus sur ordinateur. 

## Version arcade
Ce jeu est un beat them all en vue 3D isométrique. De un à trois joueurs contrôlent jusqu'à trois Michael Jackson, qui combattent les acolytes de Mr Big,,,,.

## Version console
Cette version se rapproche de l'action/plates-formes au gameplay en deux dimensions. Le joueur contrôle Michael et doit dénicher des enfants cachés dans plusieurs endroits sur cinq niveaux représentant chacun un clip du chanteur. La version Mega Drive est plutôt bien accueillie ne retenant que la durée de vie comme seul point noir du titre,.

## Version ordinateur
Cette version représente Michael Jackson en 2D et vu du dessus. Il est confronté à différentes situations suivant le niveau. Elle est essentiellement inspirée de la partie Speed Demon du film Moonwalker, où Michael Jackson est poursuivi par divers personnages, à pied, puis à moto. Cette version est réputée pour être particulièrement dure à jouer.